# Onchotelson spatulatus
Onchotelson spatulatus é uma espécie de crustáceo da família Phreatoicidae.
É endémica da Austrália.